# Fosse/Verdon
Fosse/Verdon est une série télévisée américaine en 8 épisodes de 40 minutes, créée par Steven Levenson et Thomas Kail diffusée entre le 9 avril 2019 et le 28 mai 2019 sur FX.
En France, la série a été diffusée à partir du 26 septembre 2019 sur Canal +. Elle est basée sur le livre Fosse de Sam Wasson,.

## Synopsis
La série retrace la relation personnelle et professionnelle du chorégraphe et réalisateur Bob Fosse et son épouse et danseuse Gwen Verdon.

## Distribution
- Sam Rockwell (VF : Thierry Wermuth) : Bob Fosse
- Michelle Williams (VF : Valérie Siclay) : Gwen Verdon
- Norbert Leo Butz (VF : Bernard Bollet) : Paddy Chayefsky
- Margaret Qualley (VF : Edwige Lemoine) : Ann Reinking

## Fiche technique
- Producteurs : Erica Kay, Kate Sullivan, Brad Carpenter
- Producteurs exécutifs : Steven Levenson, Thomas Kail, Joel Fields, Lin-Manuel Miranda, George Stelzner, Sam Rockwell, Michelle Williams, Nicole Fosse
- Compositeurs : Nathan Barr, Alex Lacamoire
- Photographie : Tim Ives

## Distinctions

### Récompenses
- Primetime Emmy Awards 2019 : Meilleure actrice pour Michelle Williams
- Golden Globes 2020 : Meilleure actrice dans une mini-série ou un téléfilm pour Michelle Williams
- Screen Actors Guild Awards 2020 :
  - Meilleure actrice dans une mini-série ou un téléfilm pour Michelle Williams
  - Meilleur acteur dans une mini-série ou un téléfilm pour Sam Rockwell

### Nominations
- Primetime Emmy Awards 2019 : 
  - Meilleure série limitée
  - Meilleur acteur pour Sam Rockwell
  - Meilleure actrice dans un second rôle pour Margaret Qualley
  - Meilleure réalisation
    - Jessica Yu pour l'épisode Glory
    - Thomas Kail pour l'épisode Who's Got the Pain

  - Meilleur scénario : Joel Fields et Steven Levenson pour l'épisode Providence
- Golden Globes 2020 : 
  - Meilleure mini-série ou meilleur téléfilm
  - Meilleur acteur dans une mini-série ou un téléfilm pour Sam Rockwell